# Дональд Кінсі
До́нальд Кі́нсі (англ. Donald Kinsey, 25 травня 1953, Гері, Індіана — 6 лютого 2024) — американський гітарист і співак, відоміший як учасник реґі-гурту Боба Марлі Bob Marley & The Wailers.
Кінсі один із трьох синів чиказького блюзового музиканта Лестера «Біґ Дедді» Кінсі. Наразі Кінсі учасник гурту The Kinsey Report, створеного у 1984 році разом із братами Ральфом і Кеннетом Кінсі та Роном Прінсом. До цього Дональд гастролював і записувався із такими виконавцями, як Альберт Кінг, Пітер Тош, Bob Marley & The Wailers та Рой Б'юкенен.

## Дискографія

### The Kinsey Report
- 1987 Edge Of The City, Alligator Records
- 1989 Midnight Drive, Alligator Records
- 1991 Powerhouse, Point Blank Records
- 1993 Crossing Bridges, Point Blank Records
- 1998 Smoke And Steel, Alligator Records

### Альберт Кінг
- 1973 Blues at Sunset, Stax Records
- 1973 Blues at Sunrise, Stax Records
- 1974 I Wanna Get Funky, Stax Records
- 1974 Montreux Festival, Stax Records

### Пітер Тош
- 1976 Legalize It, CBS Records
- 1976 Live & Dangerous: Boston 1976, Legacy Recordings
- 1978 Bush Doctor, Rolling Stones Records
- 1983 Mama Africa, Capitol Records
- 1984 Captured Live, Capitol Records
- 1997 Honorary Citizen (колекційна коробка), Legacy Recordings

### Боб Марлі
- 1976 Rastaman Vibration, Tuff Gong/Island Records
- 1976 Live At The Roxy, Tuff Gong/Island Records
- 1992 Songs Of Freedom (бокс-сет), Tuff Gong/Island Records

### Біґ Дедді Кінсі
- 1985 Bad Situation
- 1990 Can't Let Go
- 1993 I Am The Blues
- 1995 Ramblin' Man

### Рой Б'юкенен
- 1987 Dancing On The Edge, Alligator Records
- 1987 Hot Wires, Alligator Records